# Transgenialer CSD

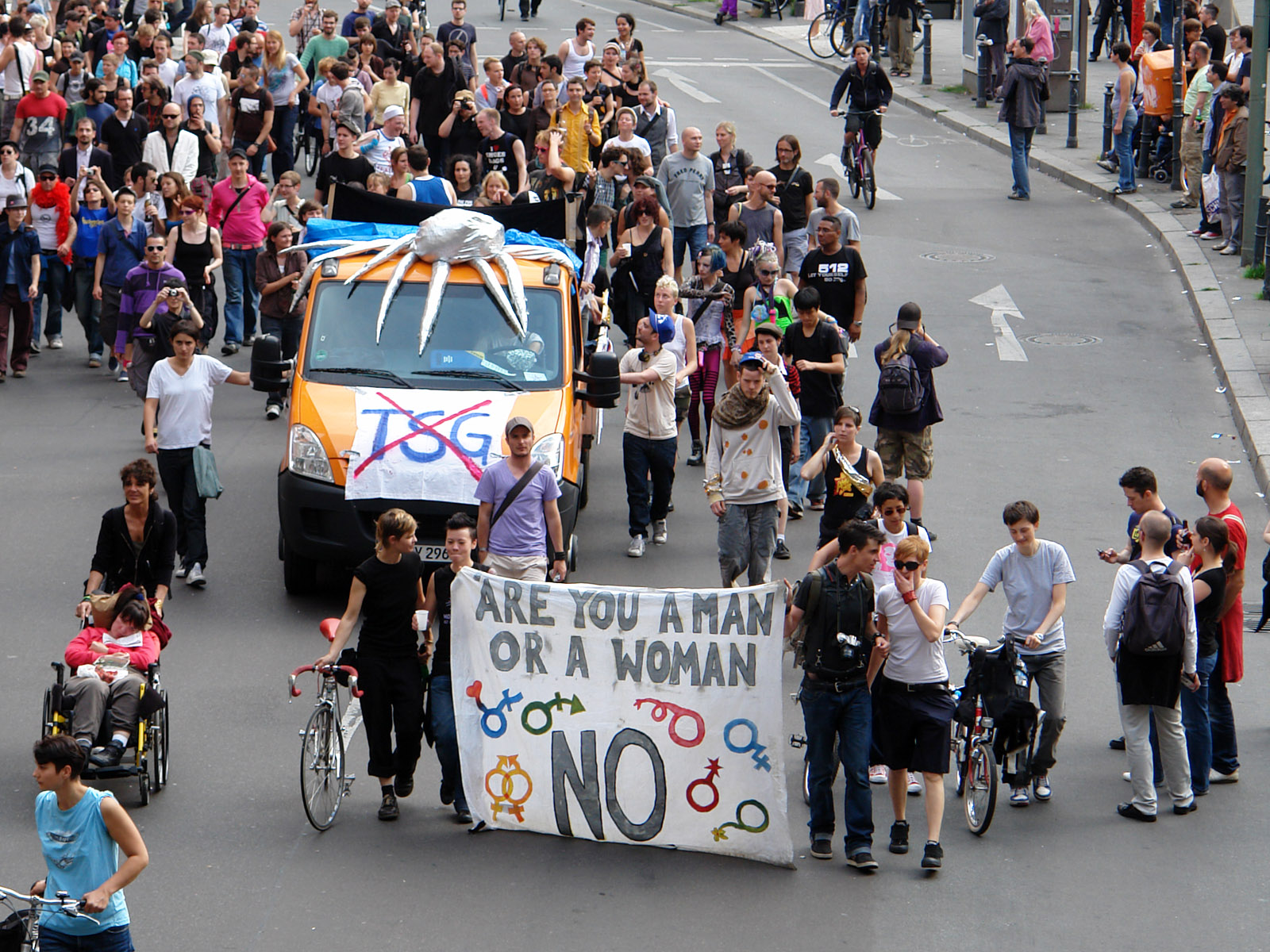
Участники Трансгениального прайда в 2009 году.

Трансгениальный прайд (нем. Transgenialer CSD), также Кройцбергский прайд (нем. Kreuzberger CSD) — альтернативный левоориентированный гей-парад, проводящийся с 1998 года в четвертую субботу июня в берлинском районе Кройцберг.
Организаторы парада представляют его как альтернативу возрастающей коммерциализации официального берлинского прайда Christopher Street Day и проводят в тот же день, когда проходит и основной прайд. Идея создания альтернативного гей-парада пришла в голову нескольким малым группам людей после того, как организаторы основного прайда в 1997 году стали брать плату за участие машин в параде. Кроме того, кройцбергский прайд специально подчёркивает участие квир-людей, не подпадающих под стереотипные рамки гетеронормативности. Поэтому на этом параде часто можно видеть переодетых лиц, нарушающих все привычные образы — женщин с наклеенными бородами, мужчин в платьях и т. д.
«Трансгениальный прайд» направлен против гомофобии, трансфобии, дискриминации ЛГБТ и интерсексуалов, против гетеронормативности и расизма. Организаторы прайда затрагивают также проблемы джентрификации и выдворения. Организаторы не приветствуют участие политических партий и коммерческих организаций, также не желательно использование национальных символов.
Альтернативный парад собирает немногочисленную публику, число его участников и гостей, обычно, не превышает 1500 человек, что в сотни раз уступает по численности основному прайду. В параде участвуют, в основном, представители левой альтернативной сцены от ЛГБТ-сообщества. После проведения шествия проводится праздничный вечер в кройцбергском клубе Club SO36 на Ораниенштрассе.